# Burning Bush - Il fuoco di Praga
Burning Bush - Il fuoco di Praga (Hořící keř) è una miniserie televisiva ceca del 2013 prodotta per HBO Europe.

## Produzione
Ideata e diretta da Agnieszka Holland, la fiction è tratta da eventi realmente accaduti, che ruotano attorno al sacrificio umano dello studente Jan Palach, il quale nel gennaio del 1969 si diede fuoco in segno di protesta contro l'occupazione dell'Unione Sovietica della Cecoslovacchia, in risposta alla Primavera di Praga. Protagonista della miniserie è Dagmar Burešová, l'avvocato che rappresentò la famiglia di Jan nel processo che la vedeva contrapposta al deputato comunista Vilém Nový, che mirava a disonorare e svilire le gesta del patriota cecoslovacco.

## Trasposizione cinematografica
La miniserie è stata anche rieditata per trasformarla in un film, proiettato nelle sale cinematografiche ceche dal settembre 2013. Il film è stato proiettato al Toronto International Film Festival del 2013, ed inizialmente era stato scelto per essere il rappresentante della Repubblica Ceca tra le candidature internazionali per selezionare i film da nominare per l'Oscar al miglior film straniero, prima di essere escluso in quanto nato come prodotto televisivo.